# Juliusz Heinzels palæ
Juliusz Heinzels palæ (polsk Pałac Juliusza Heinzla) ligger i Piotrkowska-gaden 104 i Łódź.
Paladset blev bygget som Juliusz Heinzels første residens i årene 1880-1882 efter tegninger af Hilary Majewski, med Otto Gehlig, Juliusz Heinzels fremtidige svigersøn som bygmester. Paladset lå på samme grund som fabrikantens uldfabrik ved Dzikagaden (i dag Henryk Sienkiewicz’ gade). 
Palæet, som er en af de mest monumentale bygninger i Piotrkowska-gaden, er et godt eksempel på eklekticisme og præges i høj grad af berlinsk renæssance. 
Hovedbygningen har tre etager med en rigt udsmykket facade. På toppen findes skulpturer af tre skikkelser, som er allegorier til handel, frihed og industri. I første etage findes desuden karnapper med balkoner. De to sidefløje har to etager og var oprindeligt adskilt fra hovedbygningen med pavilloner og gitre.
I dag huser palæet Urząd Wojewódzki (voivodskabsstyret) og Urząd Miasta Łodzi (bystyret). Byens fanfare (Prząśniczka af Stanisław Moniuszko) spilles hver dag fra en af balkonerne.
51°45′52.92″N 19°27′27.27″Ø / 51.7647000°N 19.4575750°Ø